# 베니즈리에
베니즈리에(紅摺絵、べにずりえ)는, 일본 에도 시대에 그려진 우키요에의 제판 방법의 하나이다.

## 개요
니시키에 탄생 이전의 색판 판화를 말하고, 스미즈리에(墨摺絵, 묵 1색으로만 칠하는 목판화)에 홍색이나 녹색, 또 노란색 등을 넣은 것으로, 다 원색 그대로이고 복잡한 색 조합은 내지 않는다. 하지만 그때까지는 스미즈리에에 손으로 색을 덧붙이는 것밖에 없었지만, 판목에 「겐토(見当)」를 매기는 것으로, 판목을 써서 색을 넣는 목판화의 제작이 가능하게 되었다. 쇼쿠산진(蜀山人) 오타 난포(大田南畝)에 의하면, 베니즈리에는 엔쿄 원년(1744년)에, 에도의 발행소, 3대 혹은 4대 에미야 우에무라 기치에몬(江見屋上村吉右衛門)이 「겐토」를 공부해 제작한 것이 처음이라고 한다. 그러나 엔쿄 원년(1744년)보다 이전, 간포(1741년-1744년)즈음에 베니즈리에가 있었다는 말도 있고, 메이와 2年(1765년)의 니시키에 창시 후에도 존속했다. 용지에는 주로 마사메가미(柾目紙, 닥나무로 만든 두껍고 흰 종이)나 선화지가 사용되었다. 베니즈리에를 제작한 주요 화가로, 2대 도리이 기요노부(二代目鳥居清信), 도리이 기요마스(鳥居清倍), 오쿠무라 마사노부(奥村政信)나 니시무라 시게나가(西村重長), 이시카와 도요노부(石川豊信) 등을 들 수 있다.
베니즈리에는 홍색을 주체로 녹색, 또는 노란색을 사용하여, 원래는 2색이나 3색이었으나, 후에는 점점 나아가 4색 5색을 사용하게 되었다. 하지만 대부분 홍색이 주체였기에, 이들도 베니즈리에라고 부르고 있다. 후기에 이르러 4색 5색 인쇄 시기의 화가에는 도리이 기요미쓰(鳥居清満), 도리이 기요히로(鳥居清広), 도리이 기요쓰네(鳥居清経) 등이 있었다. 더욱이 베니즈리에의 일종으로, 녹색과 노란색의 2색만으로 색을 넣고 홍색을 사용하지 않은 것이 있는데, 이를 구사에(草絵)라고 하고, 한 때 도리이파(鳥居派)의 화가가 주로 그리고 있었다.
베니즈리에가 그려진 시대는 8대 쇼군 도쿠가와 요시무네 치세의 뒤를 받아, 세상에 근검의 풍조가 만연해 있었다. 그에 따라 색판 판화가 발명되어도, 사치를 피하는 풍조에 의해 종이 질도 우루시에(漆絵, 먹에 아교를 섞어 주위를 빛나게 하고 채색을 한 판화)에 비하면 낮아졌고, 게다가 이 시대에는 단에(丹絵, 단색, 즉 주색을 주요로 노란색, 녹색 등을 붓으로 채색한 것), 베니에(紅絵, 베니즈리에를 줄여서 베니에라고도 하나, 서로 구분할 때 베니에는 채색을 붓으로 하는 것을 말한다), 우루시에의 시대 정도로 명가의 배출은 보이지 않았다. 그럼에도 전술의 오쿠무라 마사노부, 이시카와 도요노부 등이 여러 공부를 거쳐 구도나 채색 위에 재밌는 시험들이 드러난다. 그리고, 다음에 오는 니시키에의 완성을 위해서의 준비로 다색 판화의 기초를 만들었다는 것에 의의가 있다. 더욱이 스즈키 하루노부, 기타오 시게마사(北尾重政) 등도 초기에는 베니즈리에를 그리고 있다.

## 참고 문헌
- 후지카케 시즈야(藤懸静也) 『증정 우키요에(増訂浮世絵)』 유잔카쿠(雄山閣) 1946년 84~88쪽 ※근대 디지털 라이브러리에 본문 존재.
- 요시다 스스구(吉田漱) 『우키요에의 기초 지식(浮世絵の基礎知識)』 유잔카쿠(雄山閣), 1987년 66쪽
- 오쿠보 준이치(大久保純一) 『컬러판 우키요에(カラー版　浮世絵)』〈『이와나미 신쇼(岩波新書)』(신 적판(新赤版))1163〉 이와나미 서점, 2008년

## 같이 보기
- 우키요에사 일람
- 지혼도이야(地本問屋, 지혼(地本)을 출판하는 서점으로, 지혼은 에도에서 출판된 책을 말한다)
- 이시즈리에(石摺絵, 석판 인쇄 그림)